# Campionati europei di karate 1988
La 23ª edizione del campionato europeo di karate si è svolta a Genova nel 1988. Hanno preso parte alla competizione 350 karateka provenienti da 22 paesi.

## Campioni d'Europa

### Kata
| Categoria             | Vincitore      |
| Individuale maschile  | Dario Marchini |
| Individuale femminile | Restelli       |
| Squadre maschili      | Italia         |
| Squadre femminili     | Italia         |

### Kumite
| Categoria              | Vincitore         |
| Fino a 60 kg maschile  | Stein Ronning     |
| Fino a 65 kg maschile  | Francesco Muffato |
| Fino a 70 kg maschile  | Wayne Otto        |
| Fino a 75 kg maschile  | Gianni Napolitano |
| Fino ad 80 kg maschile | Egea              |
| Oltre 80 kg maschile   | Marc Pyrée        |
| Open maschile          | Daggfeld          |
| Open ippon maschile    | Jörg Reuß         |
| Fino a 53 kg femminile | Girardet          |
| Fino a 60 kg femminile | Dutrey            |
| Oltre 60 kg femminile  | Guus van Mourik   |
| Squadre maschili       | Norvegia          |
| Squadre femminili      | Finlandia         |